# El secreto de Susana
El secreto de Susana (título original en italiano, Il segreto di Susanna es una ópera en un acto con música de Ermanno Wolf-Ferrari y libreto de Enrico Golisciani. Se estrenó en el Hoftheater de Múnich el 4 de diciembre de 1909. 
Fue grabada en 1980 por Renata Scotto y Renato Bruson dirigidos por Sir John Pritchard.
En el Teatro Colón de Buenos Aires fue interpretada en las temporadas 1913, 1916 (Ninon Vallin), 1918 (Ninon Vallin y Gino Marinuzzi), 1932 (Salvatore Baccaloni), 1939, 1968 y 1982.
Esta ópera rara vez se representa en la actualidad; en las estadísticas de Operabase aparece con solo 5 representaciones en el período 2005-2010.

## Argumento
La historia se basa en un hecho muy simple, pero que provoca divertidas complicaciones. El conde Gil y la condesa Susanna se han casado recientemente, y la recién casada no se atreve a confesar a su marido que le gusta fumar cigarrillos, para que este no desapruebe esta afición y la riña. Así que no le queda otro remedio que fumar cuando él está fuera de casa, o cuando se le presenta la más mínima oportunidad. Gil se da cuenta de que en la casa hay olor a tabaco, y eso provoca sus celos. Sin pensar ni por un instante en que su mujer pudiera ser la culpable, cree que ella tiene un amante secreto. Las acusaciones de él la llevan a inventar toda una serie de excusas absurdas, que parecen confirmar las sospechas del marido.  Se establece así un juego de malentendidos, con el cual ella se muestra confusa y él enrabietado; y la estupidez del criado no hace sino acrecentar la confusión. Al final, el conde Gil considera que ha de conocer la verdad, incluso a costa de su felicidad. Siguiendo al supuesto amante por toda la casa, de habitación en habitación, oliendo el humo del tabaco que va dejando. Cuando ya cree que lo ha atrapado, ve que la fumadora es su bella y encantadora mujer. Ella se muestra tan dulce al ser descubierta practicando su vicio preferido, y él está tan alegre de ver que no hay ningún amante que la pareja hace las paces con gran deleite.